# Rezervația naturală Misilindra
Misilindra este o rezervație naturală silvică în raionul Căușeni, Republica Moldova. Este amplasată la sud de satul Hagimus, ocolul silvic Căușeni, parcela 21, subparcela 6. Are o suprafață de 1,7 ha. Obiectul este administrat de Gospodăria Silvică de Stat Bender.